# Paul Renner

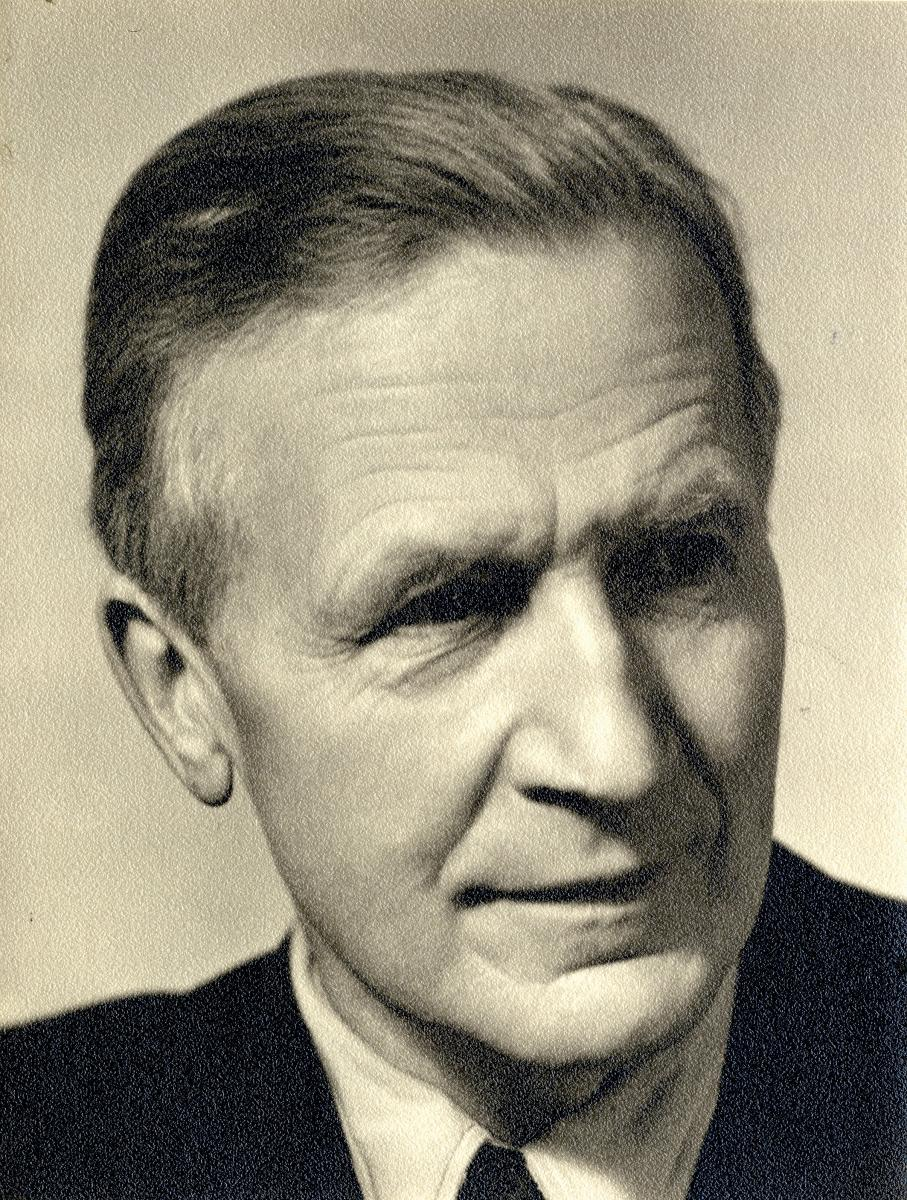
Paul Renner omstreeks 1927

Paul Renner (Wernigerode, 9 augustus 1878 - Hödingen, 25 april 1956)
was een Duits typograaf en graficus. Hij werd vooral bekend vanwege zijn ontwerp van het lettertype Futura. 
Renner had veel interesse in de abstracte kunst en had een hekel aan vele vormen van de moderne cultuur, zoals jazz, film, en dansen. Maar evenzeer bewonderde hij de functionalistische stam in het modernisme. Zo kan Renner worden gezien als een brug tussen de traditionele (19e eeuw) en de moderne (20e eeuw). Hij probeerde de gotische en de romeinse lettertypes samen te laten smelten. 
Renner was een prominent lid van de Deutsche Werkbund. Hij creëerde een nieuwe reeks richtlijnen voor een goed boekontwerp en ontwierp in 1927 het populaire lettertype Futura, een geometrisch schreefloos lettertype dat ook vandaag nog wordt gebruikt door veel typografen. Het lettertype Architype Renner is gebaseerd op Renners vroege experimentele exploratie van geometrische lettervormen voor Futura, waarvan de meeste werden geschrapt voordat het werd uitgegeven. Tasse, een in 1994 uitgegeven lettertype, is een revival van Renners Futura. 
Renner was een vriend van de eminente Duitse typograaf Jan Tschichold en een belangrijk deelnemer in de verhitte ideologische en artistieke debatten van die tijd. 

## Lettertypes
| - Futura (1927) - Plak (1928) - Futura Black (1929) | - Futura light (1932) - Ballade (1938) - Renner Antiqua (1939) |  |